# 稲田植封
稲田 植封（いなだ たねあつ、寛政5年（1793年） - 文政8年1月17日（1825年3月6日））は、徳島藩筆頭家老。淡路洲本城代稲田家12代当主。
子に稲田植乗。通称は九郎兵衛。

## 生涯
寛政5年（1793年）、蜂須賀家家老稲田敏植の子として生まれる。文化8年（1811年）、父の死去により家督相続して洲本城代となり、藩主蜂須賀治昭に仕えた。文化9年（1812年）には、稲田家の郷校益習館で講義を行っていた儒学者・篠崎小竹の紹介で、頼山陽が稲田家を訪問している。文化13年（1816年）、仕置見習となる。文政8年（1825年）1月17日死去。享年33。家督は弟の芸植が相続した。